# Binodoxys similis
Binodoxys similis är en stekelart som först beskrevs av Mackauer 1959.  Binodoxys similis ingår i släktet Binodoxys och familjen bracksteklar. Inga underarter finns listade.